# Agilidade

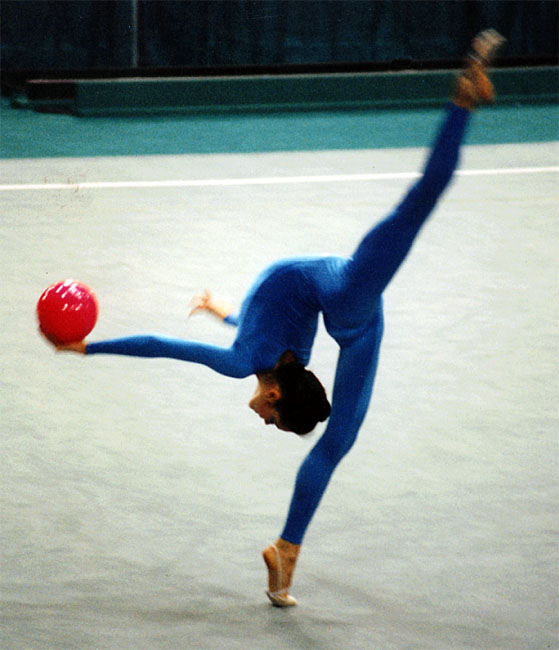
Exemplo de coordenação, equilíbrio e força em ginásia rítmica.

A agilidade é a habilidade de mudar a posição do corpo de maneira eficaz. É uma qualidade que se atribui a uma pessoa mediante a qual obtém um controle total de suas partes do corpo, e pode as mover com rapidez e soltura. Dita qualidade atribuem-se-lhe aos desportistas em general. Requer a integração de habilidades referidas a movimentos individuais usando uma combinação de equilíbrio, coordenação, velocidade, reflexos, força e resistência:
- equilíbrio, habilidade de manter-se estável pela realização de acções coordenadas ou pelas funções sensoriales
  - estático, capacidade de manter o centro de gravidade acima do ponto de apoio numa posição estática
  - dinâmico, habilidade para manter o equilíbrio quando o corpo está em movimento
- coordenação, habilidade de controlar o movimento do corpo em coordenação com as funções sensoriales
- velocidade, capacidade de mover todo ou parte do corpo de forma rápida
- força, capacidade de um músculo ou grupos de músculos de vencer uma resistência

Também se atribui a animais e não só está vinculada ao físico, também no aspecto mental ou intelectual, veja agility.

## Iconografia
Costuma representar com uma menina nua com duas asas pequeninhas. Representa-se sobre uma pena sustentando com as ponta do pé e em atitude de lançar-se para outra pena.